# Рейнов, Наум Моисеевич
Нау́м Моисе́евич Рейно́в (1897, Мелитополь, Таврическая губерния, Российская империя — сентябрь 1980, Ленинград, СССР) — советский учёный–физик и конструктор. Доктор физико-математических наук (1960).

## Биография
Наум Моисеевич (Нахман Мойшевич) Рейнов родился в 1897 году в городе Мелитополь (ныне Запорожской области Украины). В  1914 году  пытался поступить в Петроградскую школу военных авиамехаников. После окончания ремесленного училища в Одессе (1915) вернулся в Мелитополь и работал механиком-монтёром на Чугунолитейном и машиностроительном заводе И.Д. Зафермана. Затем он с рекомендательным письмом хозяина отправился в Петроград. Здесь трудился на  механическом заводе Сургайло, машиностроительном заводе «Феникс» (1917—1918). Вместе с другими рабочими участвовал в событиях Февральской и Октябрьской революций. Вернувшись в Мелитополь (1918), вступил в красногвардейский отряд, который позднее влился в состав Красной армии и участвовал в войне с  Польшей и боях с армией Врангеля.
После Гражданской войны работал механиком по ремонту сельхозтехники в Крыму, на керосинопроводной станции в Кобулети (1924), а затем перебрался в Ленинград и в  1926 году пошёл работать в мастерские Физико-технического института — рабочим, потом механиком.
Окончив  «рабочую аспирантуру» ФТИ и  Ленинградский политехнический институт им. М.И. Калинина, назначен младшим, затем старшим научным сотрудником, зав. лабораторией, (впоследствии отделом) низких температур ФТИ.
В самом начале Великой Отечественной войны был призван в армию и командовал ремонтной ротой танкового полка, а после отступления к Павловску откомандирован в Ленинград и стал зам. председателя комиссии по оборонным изобретениям при горкоме партии. Позднее он занял также должность инспектора  по изобретательству штаба Ленинградского фронта. Оставался в блокированном Ленинграде вместе с немногими сотрудниками института (большинство было эвакуировано). В 1942 году Рейнов вступил в партию. В 1943 году защитил диссертацию и стал кандидатом технических наук, а в 1960 году — доктором физико-математических наук.
Похоронен на Преображенском еврейском кладбище (участок 6-2 нов., место 458).

## Награды
- орден Трудового Красного Знамени (11.10.1976)
- орден «Знак Почёта» (27.03.1954)
- медали

### Семья
- Отец — Моисей (Мойше) Гершкович Рейнов (1862—1962), никопольский мещанин[2].
- Мать — Сарра Нахмановна Рейнова[3].
- Жена — Анна Михайловна  Рейнова, урождённая Левина.
  - Дочь и сын — Михаил Наумович Рейнов, специалист по математическому моделированию в судостроении.

## Научная и научно-техническая деятельность
На счету Н.М. Рейнова сотни научных приборов, разработка и создание которых потребовали незаурядной креативности и глубокого понимания физических процессов и свойств материалов. Он конструировал и изготавливал приборы для экспериментов, которые проводили А.И. Алиханов, Н.Н. Давиденков, А.Ф. Иоффе, Л.А. Арцимович, Ю.Б. Харитон, П.П. Кобеко, И.В. Курчатов.
Сконструированная им камера Вильсона была установлена на стратостате «Осоавиахим-1», а сам Рейнов был назначен дублёром физика И.Д. Усыскина, отправлявшегося в полёт. Участвовал в разработке новых и совершенствовании старых видов промышленной продукции: высоковольтных устройств, электростатических генераторов, элегазовых конденсаторов, кабеля и коаксиального фидера, трансформатора с газовым наполнителем и многого другого. Ряд его изобретений запатентован.
В годы Великой Отечественной войны его разработки повысили боевые качества военной техники и боеприпасов. В начале войны он предложил противотанковую гранату новой конструкции, которая была пущена в массовое производство. Во второй половине 1941 года под руководством Н.М. Рейнова были разработаны взрыватели новой конструкции для оснащения противотанковых собак, установка для безопасного поиска и подрыва противопехотных мин на минных полях. Он участвовал в разработке и налаживании массового производства на заводе Севкабель высокочастотного кабеля для радаров.
Особенно важной оказалась разработка в 1942 году прогибографа — прибора, который фиксировал колебания ледового покрова на Ладожском озере. Благодаря этому удалось определить причину внезапных обрушений льда под движущимися автомобилями и наладить эффективную работу Дороги жизни.
После войны работал по Атомному проекту СССР, созданию в 1956 году ядерного центра в Гатчине. В 1949 году организовал и позднее возглавил лабораторию физики низких температур ЛФТИ, где выполнялись фундаментальные исследования в области сверхпроводимости и криогеники. Здесь, например, получено экспериментальное подтверждение существования  квазичастицы — экситона, впервые наблюдали циклотронный резонанс на поляронах.
Книга воспоминаний Н.М. Рейнова «Физики — учителя и друзья» и ряд его статей стали ценными источниками по истории развития физики в СССР.

## Основные работы
- Рейнов Н. М. Модели многодисковых высоковольтных электростатических генераторов Журнал технической физики, 1939, т. 9, вып. 23.
- Гохберг Б. М., Иоффе А. Ф. и Рейнов Н. М. Модели высоковольтных электростатических генераторов, работающих в жидком диэлектрике // Журнал технической физики. — 1939. — Т. 9, вып. 23. — С. 2081—2089.
- Рейнов Н. М. Прогибограф // Журнал технической физики. 1943. Т. XIII. Вып. 11—12.
- Коган А. В., Рейнов Н. М., Соколов И. А., Стельмах М. Ф. Установка для получения сверхнизких температур и ориентации ядер. Ж. техн. физики, 1959, 29, № 8, 1039—1047.
- Ананьев Л. Л., Герасимов Н. П., Рейнов Н. М., Терентьева М. Н. Температурная зависимость резонансной частоты сверхпроводящего колебательного контура с сосредоточенными параметрами. — ЖТФ, 1972, 62, 1,222.
- Гаврилюк А. И., Рейнов Н. М., Чудновский Ф. А. Фото- и термохромизм в аморфных плёнках V2O5 // Письма в Журнал Технической Физики. — 1979. — Т. 5. — Вып. 20. — С. 1227—1230.

### Публикации по истории науки
- Рейнов Н. М. Воспоминания о том, как делались приборы. Химия и жизнь, 1970, № 9, с. 50—61, 69—70; № 10, с. 37—50; № 11, с. 72—86.
- Рейнов Н. М. Физики-учителя и друзья. Л.: Лениздат, 1975. — 255 с.
- Рейнов Н. М. А.Ф. Иоффе — создатель советской физической науки // Вакуумная техника и технология: Науч. журн. — 2002. Т. 12, № 3. — С. 161—166.
- Рейнов Н. М. Моя дружба и встречи с выдающимся учёным А. И. Алиханяном. В кн. Артём Алиханян. Очерки, воспоминания, документы. С. 267—273
- Рейнов Н. М. Встреча с тем, кто обессмертил своё имя / В сб. Воспоминания об Игоре Васильевиче Курчатове / [сост. Р. В. Кузнецова, П. М. Чулков]; отв. ред. акад. А. П. Александров. — М.: Наука, 1988, с. 135—138.
- Рейнов Н. М. Воспоминания о Павле Павловиче Кобеко. Химия и жизнь, 1974. № 9. С.58—67.